# Dan (israelisk stamfader)
Dan var den bibliske patriarken Jakobs förste son med bihustrun Bilha. Jakobs hustru Rakel, som gav sin tjänstekvinna Bilha som bihustru till Jakob, gav honom namnet Dan eftersom hon nu fått rättvisa. (Hon var barnlös medan hennes syster Lea hade fött Jakob fyra söner; Dan betyder "rättvisa".) Dan är också en av Israels tolv stammar. 

## Symbol

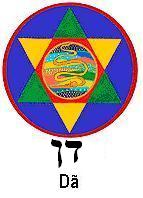
Symbol för stammen Dan. Regnbåge med reptilen slingrandes